# Teatro Marchesa
Il Teatro Marchesa, noto anche come Auditorium Mauro Borghi, era un teatro di proprietà della Città di Torino. 
Si trovava al numero civico 141 di Corso Vercelli, a Torino, nel quartiere Barriera di Milano (Circoscrizione VI).

## Storia
Il teatro Marchesa nasce nel complesso della Cascina Marchesa, già nota come "La Florita" costruita nel XVII secolo nei pressi della strada per Agliè e Chivasso.
Dopo un lungo periodo di degrado coincidente con la prima metà del secondo dopoguerra, nel 1978 la Città di Torino dà inizio a una serie di lavori di recupero e restauro che porteranno alla definizione della biblioteca civica "Cascina Marchesa" e dell'Auditorium Mauro Borghi, più comunemente noto come Teatro Cascina Marchesa.
Dopo un lungo periodo di gestione in proprio, nel 2009 il coordinatore alla cultura della Circoscrizione 6 Vincenzo Misuraca affida la gestione della stagione teatrale a compagnie private, su un progetto di Walter Revello, finalizzato alla restituzione degli spazi alla cittadinanza. 
Dal 2020 la stagione artistica del Teatro Marchesa è nuovamente coordinata dalla circoscrizione 6, con la collaborazione delle compagnie partecipanti, tra cui Babi, diretta da Walter Revello, la compagnia di danza L'Araba Fenice e l'associazione Chòros diretta da Maria Grazia Agricola.